# Virosis de la abeja
Como virus asociados a la parálisis de la abeja el virus de la parálisis crónica: el virus de las celdas reales negras, el virus filamentoso y virus a los cuales están íntimamente asociados a Nosema apis Z.
El virus de mayor importancia es el virus de las celdas reales negras. Las paredes de las celdas reales adquieren un tono de castaño a oscuro negro. Contiene pupas con muchas partículas vírales. En las primeras etapas las pupas infectadas presentan un aspecto amarillo pálido y una piel dura en forma de saco semejándose a las muertas por el virus de la cría sacciforme. Estos hechos son más manifiestos cuando se crían juntas muchas celdillas reales en colonias criadoras de reinas.
Los tres virus nombrados, hasta la fecha tienen una distribución en Gran Bretaña, América del Norte y Australia. Posteriormente el virus de las celdas reales negras se encontró en México.
Bailey en 1975 reporta la existencia de pequeños virus de 17 nanómetros de diámetro a los que denominó virus satélite porque los encontró alrededor del virus de la parálisis crónica. También reportó otro virus asociado con la parálisis, el virus Arkansas, tipo hexagonal con ARN de 27 nm de diámetro y que una vez inoculado mató las abejas muy lentamente.
También hay otros virus no asociados con la parálisis, siendo éstos el llamado virus S. En 1970, Kulincevic y asociados notaron que este virus acortaba la vida de las abejas en internación en una tercera parte. A este virus también se le ha dado el nombre de virus X el cual está asociado con Malpighamoeba mellificae. Bailey recientemente encontró un virus del tipo ADN, de 160 nm en abejas de la especie Apis cerana de la India, al que denominó virus Iridiscente, sin embargo también puede multiplicarse en Apis mellifera.
- El virus de las alas nubladas donde las colonias mueren rápidamente cuando están afectadas fue hallado en Gran Bretaña.
- El virus Cachemira fue hallado en Australia, India y Cachemira.
- El virus Egipcio fue identificado en Egipto. Entre otras razones a esto se debe el impedimento para importar reinas de esos países.